# Green Peyton Wertenbaker
Green Peyton Wertenbaker, né le 23 décembre 1907 à New Castle dans le Delaware et mort le 26 juillet 1968 , est un écrivain américain de science-fiction.

## Œuvres
Liste non exhaustive.

### Nouvelles
- (en) The Man from the Atom, 1923
- (en) The Man From the Atom (Sequel), 1926
- L'Arrivée des glaces ((en) The Coming of the Ice, 1926)
- (en) The Chamber of Life, 1929
- (en) The Ship That Turned Aside, 1930
- (en) Elaine's Tomb, 1931